# Иоанн Лейденский
Иоанн Лейденский (нидерл. Jan van Leiden, Johann von Leiden; настоящее имя — Ян Бейкелсзон (Beukelszoon), Бокельсон (Bockelson), нем. Букхольдт (нем. Buckholdt); 2 февраля 1509, Зевенховен — 22 января 1536, Мюнстер) — вождь мюнстерских анабаптистов.

## Биография
Ян Бейкелсзон родился в 1509 году в Лейдене, портной по ремеслу. Приняв учение анабаптистов, Иоанн скоро стал одним из наиболее рьяных и талантливых странствующих его проповедников.

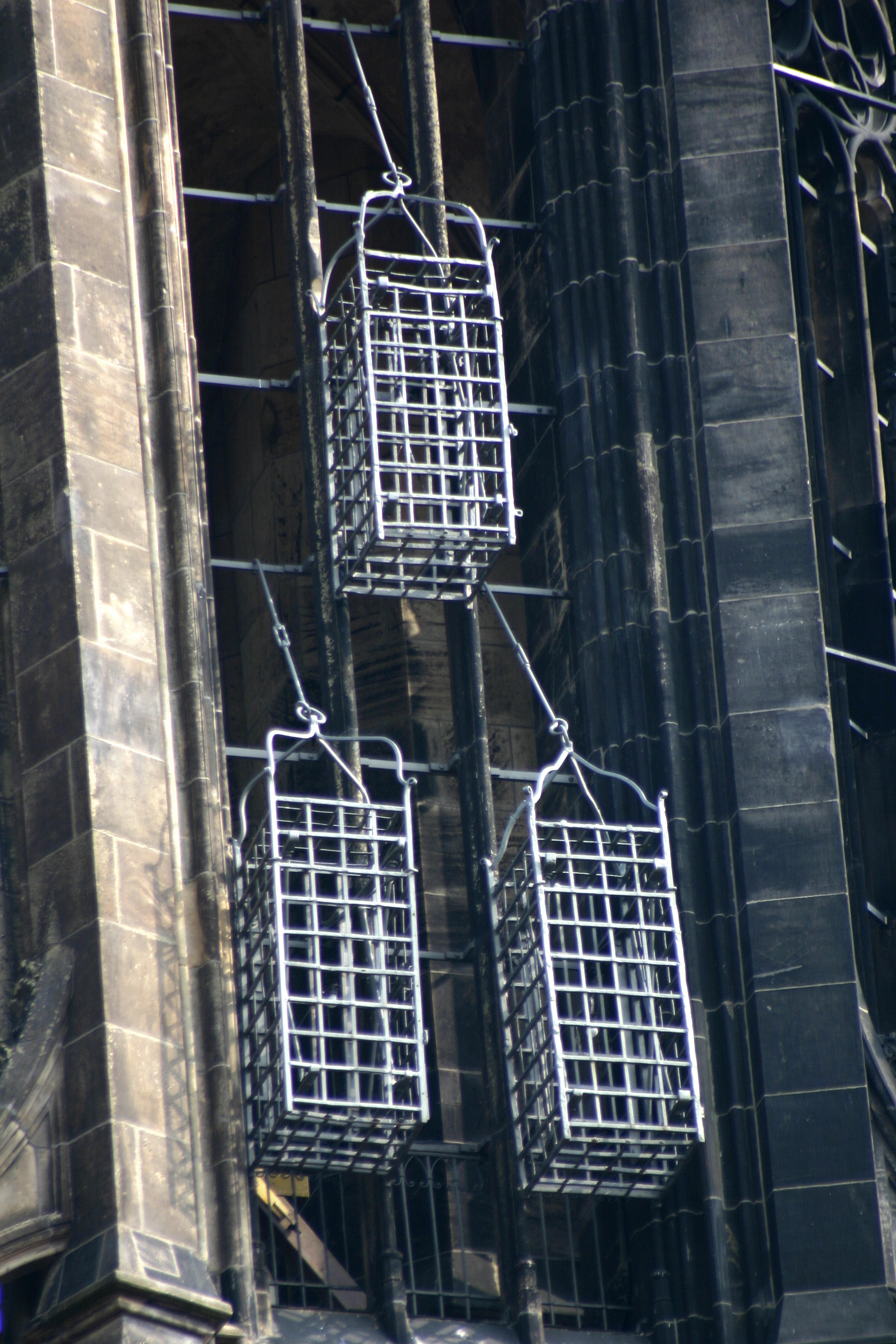
Клетки анабаптистов на башне церкви св. Ламберта (тело Иоанна было в верхней клетке)

В 1533 году он пришёл в Мюнстер вместе с Яном Маттисом и усердно помогал ему в проповеди учения и устройстве в Мюнстере «царства Христова» и «Нового Сиона». Когда Ян Маттис был убит в 1534 году, Иоанн утверждал, что по данному ему свыше откровению он назначен Богом в преемники убитому пророку, и, признанный в этом сане бургомистром города Берндом Книппердоллингом, стал организовывать в Мюнстере теократическое правление, руководствуясь собственными откровениями и указаниями, почерпнутыми из Ветхого Завета. Именуя себя «Иоанн Божьей милостью царь Нового Израиля», Иоанн ввёл многожёнство, жил роскошно и сделал город ареной бесчисленных религиозно-фанатических выходок.
Несмотря на отчаянную оборону, в июне 1535 года город был взят войсками Мюнстерского Архиепископа. Сподвижники Иоанна были казнены, все 18 жён повешены, а сам Иоанн был подвергнут страшным пыткам, которые вынес с изумительной стойкостью. 22 января 1536 года вместе с Бернхардом Крехтингом и Бернхардом Книппердоллингом его пытали, а затем казнили. Каждый из троих был прикреплен к столбу железным воротником с шипами, а его тело в течение часа раздирали раскаленными щипцами. После того, как Книппердоллинг увидел процесс пыток Иоанна Лейденского, он попытался убить себя ошейником, используя его, чтобы задушить себя. После этого палач привязал его к столбу, чтобы он не мог убить себя. После их языки вырвали щипцами, прежде чем каждый был убит горящим кинжалом, пронзившим сердце. После обезглавливания его тело, как и тела его ближайших сподвижников, были выставлены в железных клетках на башне церкви Святого Ламберта, где эти клетки находятся и в настоящее время.

## Образ Иоанна Лейденского в искусстве
- История Иоанна Лейденского нашла отражение в романе Карла Шпиндлера «Царь Сиона», написанного с прокатолических позиций.
- Он один из персонажей книги Лютера Блиссета «Кью».
- Его история также дала сюжет опере Мейербера «Пророк».
- Выступает одним из главных героев пьесы Фридриха Дюрренматта «Писание гласит…».
- Иоанну Лейденскому посвящена глава книги Эдуарда Лимонова «Священные монстры»[5]
- Его история описывается в романе Уны Харт «Хозяйка Шварцвальда»